# Kolyu Ficheto
Nikola Fichev (em búlgaro:  Никола Фичев) (Drjanovo, 1800 — Veliko Tarnovo, 1881), mais conhecido como Kolyu Ficheto (em búlgaro:  Колю Фичето), foi um arquiteto e escultor do despertar nacional da Bulgária.
Órfão sem pai aos três anos de idade, aprendeu artesanato com os mestres na cidade de Triavna desde os dez anos de idade. Ele escultura na cidade albanesa de Korçë quando tinha 17 anos, e depois dominou a construção de igrejas, torres de sino e pontes com os artesãos em Bracigovo.
Algumas de suas obras notáveis incluem a Ponte Byala sobre o rio Yantra (1865-1867), a Ponte Coberta em Lovech sobre o Osam (1872-1874), igrejas em sua cidade natal, bem como em Svistov (Igreja da Santa Trindade, 1867) e Veliko Tarnovo (1844), onde também projetou diversas casas e edifícios públicos.

## Arquitetura

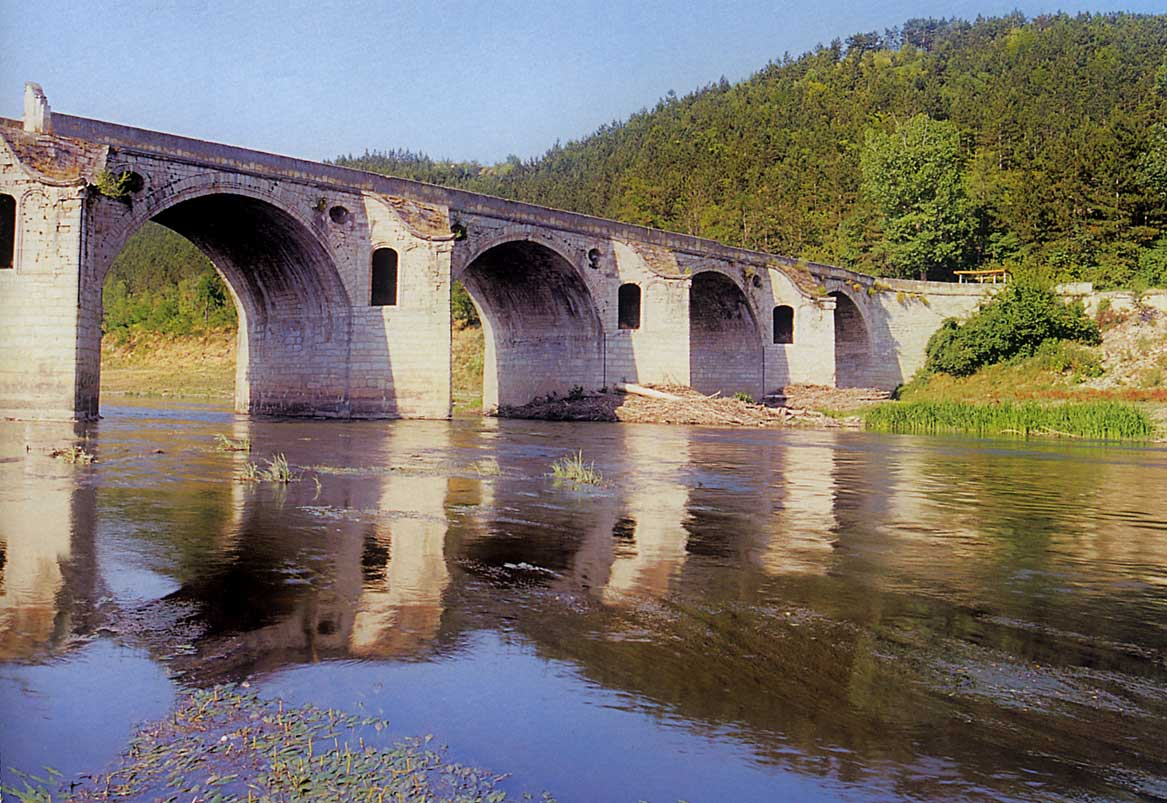
Ponte sobre o rio Yantra em Byala, Ruse Province, construída em 1867 por Kolyo Ficheto
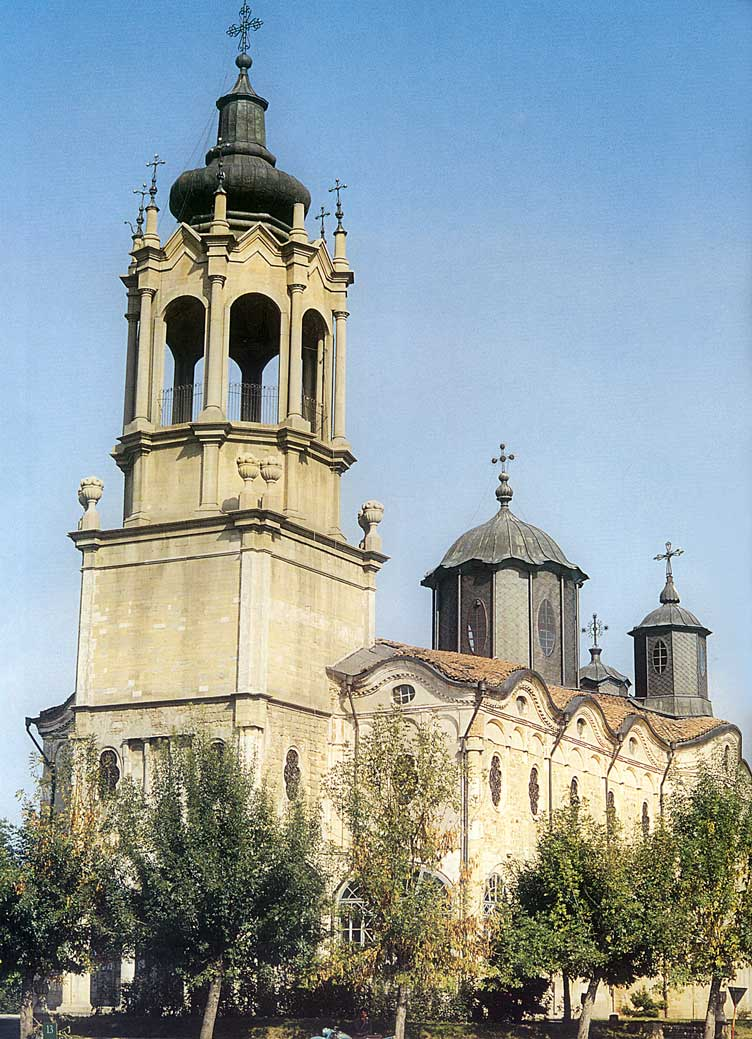
Igreja da Santa Trindade em Svistov, construída em 1867 por Kolyo Ficheto
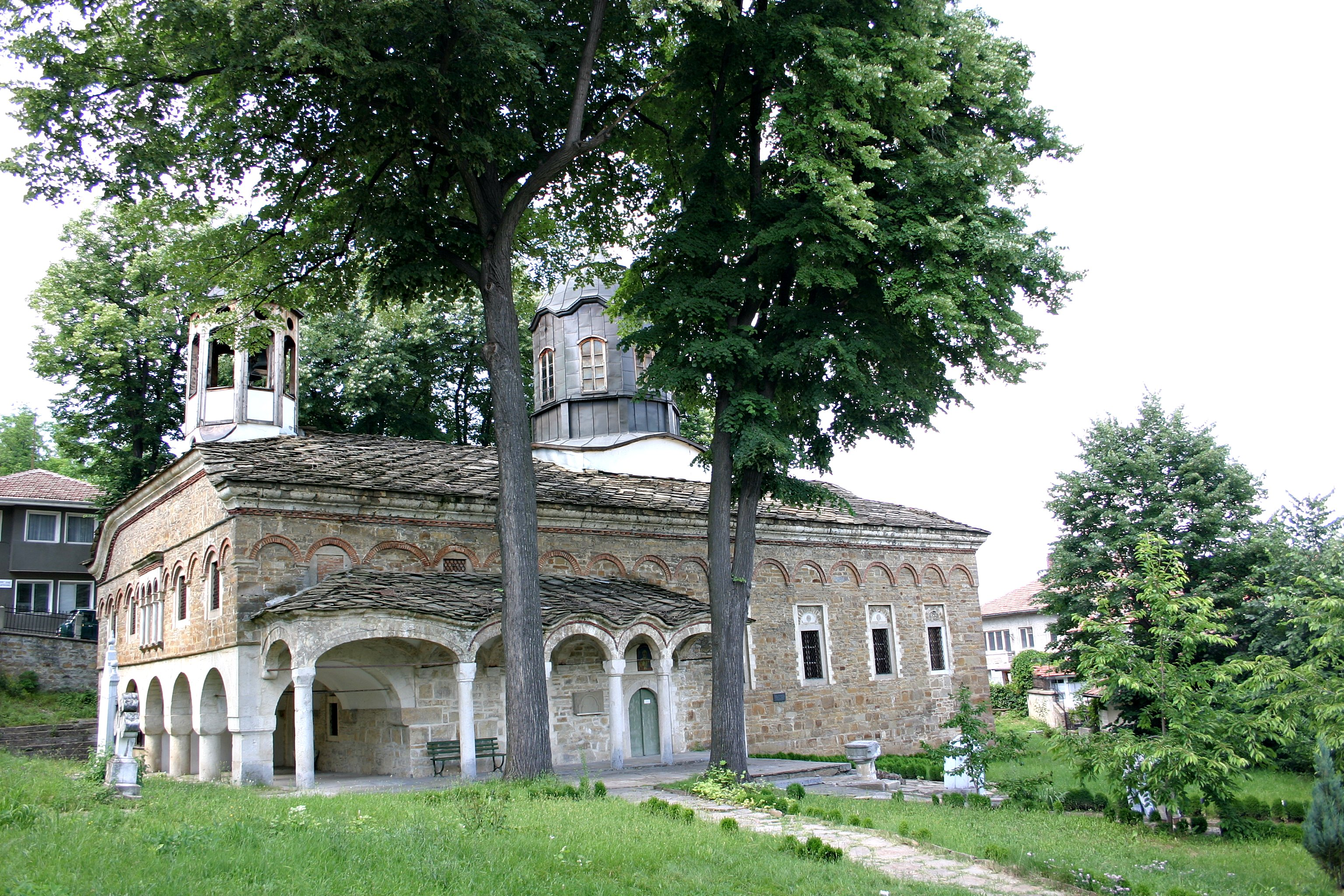
A igreja do século XIX em Drjanovo, projetada por Kolyu Ficheto

## Honrarias
O Ficheto Point na Ilha Livingston nas Ilhas Shetland do Sul, Península Antártica, é nomeado em sua memória.